# Jules Appourchaux
Jules Appourchaux est un homme politique français né le 22 décembre 1896 à Béthune (Pas-de-Calais) et mort le 2 novembre 1951 à Béthune.
Il fut un des artisans de la caisse autonome de sécurité sociale contre le chômage.

## Années de formation
Jules, Antoine, Cyr, Joseph Appourchaux naît le 22 décembre 1896 à Béthune. Il est le fils de Jules Joseph Appourchaux, marchand de fromages, et de son épouse Léonie Carelle, marchande. Il effectue une partie de ses études à l'institution Saint-Vaast de Béthune. Il fera par la suite partie de l'association des anciens élèves de cet établissement.
À la déclaration de guerre de la Première guerre mondiale, étudiant à la Faculté de droit de Lille et âgé de 18 ans, il s'engage. En 1914, il participe aux batailles de l'Yser et de la Somme dans l'artillerie coloniale.
Démobilisé, il reprend ses études de droit. Il épouse le 19 septembre 1922 à Saint-Omer Marie-Thérèse Leclercq. La famille se repose notamment dans leur maison de Wissant construite par l'architecte Léon Guthmann, auteur de nombreuses constructions ou reconstructions dans le Pas-de-Calais après les destructions de 1914-1918.

## Carrière civile
Docteur en droit, il s'installe au barreau de Béthune en 1924 et exerce en tant qu'avocat. officier de réserve, il est le chef du groupe local des gardes d'honneur de la nécropole nationale de Notre-Dame-de-Lorette.
Catholique fervent, il est conférencier de la Fédération nationale catholique et dirige le secrétariat social de Béthune. Il prononce ainsi un discours le 1er juillet 1929 lors du congrès à Lens de la Jeunesse catholique de l'arrondissement de Béthune. Il représente encore l'archiprêtre de Béthune au comité de l'Union catholique du Pas-de Calais, rattachée à la Fédération nationale catholique fondée par le général de Castelnau de 1932 à 1935, pendant son deuxième mandat de député.
Battu aux législatives de 1936, il reprend sa profession d'avocat. Il devient bâtonnier de l'ordre en 1946 tout en exerçant en parallèle les fonctions de juge de paix à Orchies.
Il meurt à Béthune le 2 novembre 1951, subitement sur un quai de la gare, à l'âge de 55 ans. Il est inhumé au cimetière Nord de Béthune.

## Carrière politique
Jules Appourchaux s'engage un temps dans sa jeunesse dans le mouvement d'Action française, mouvement nationaliste et royaliste.
Aux élections législatives de 1928, le retour du scrutin uninominal d'arrondissement à deux tours favorise les notables ou les candidats bien insérés dans les réseaux. Jules Appourchaux est élu, à 32 ans, le 29 avril 1928 au 2e tour dans la 4e circonscription de Béthune sous l'étiquette Union républicaine et démocratique. L'Union républicaine et démocratique était le groupe parlementaire de la Fédération républicaine, grande formation de droite dans l'entre-deux-guerres. Lors de la campagne, ses adversaires avaient rappelé son engagement précédent à l'Action française.
Sa victoire intervient dans le contexte d'accord entre la droite et le centre droit pour ces élections de 1928 : << pour la première fois depuis quarante ans, un catholique est victorieux : lui qui s’était engagé autrefois dans le mouvement d’Action française, a bénéficié du retrait du républicain de gauche et du maintien des trois candidats à gauche>>.
Membre de la Commission parlementaire de la législation civile et criminelle et de la Commission des mines et de la force motrice, il intervient dans plusieurs débats. Peuvent être cités : le budget des pensions de l'exercice 1929, la loi de finances et le budget de l'Intérieur (1928 et 1929); l'outillage national (1930). Il interpelle le Gouvernement sur le contingentement des charbons étrangers, et les mesures à prendre contre le chômage et pour l'achèvement du canal du Nord (1931); et participe à la discussion du budget de l'exercice 1932, à propos du contrôle dans les mines et de la retraite des mineurs (1932).
Il est réélu au 1er tour du scrutin le 1er mai 1932 avec un score quasiment doublé. À cette occasion, il bénéficie du soutien de nombreux notables de Béthune, mais également d'une unité de candidature.
Il s'inscrit alors au groupe parlementaire des Républicains de gauche-Alliance démocratique qui malgré son nom est une formation centriste.
Membre de la Commission des mines et de la force motrice, de la Commission de l'armée, il intervient de nouveau dans de nombreux débats : entre autres, sur la retraite des mineurs, la crise minière (1933); le budget annexe des Poudres, les ressources de la Caisse autonome des mineurs (1934).
À partir du printemps 1932, il est membre du Comité consultatif des Mines chargé du rapport sur la proposition de loi d'Henri Meck, député du Parti démocrate populaire et responsable syndicaliste chrétien d'Alsace, de créer une caisse spéciale pour secourir les ouvriers mineurs au chômage partiel : lors de la séance du 23 décembre 1932, Jules Appourchaux fait approuver le texte, et contribue ainsi à la création de la Caisse autonome contre le chômage, (mouvement qui se poursuivra jusqu'à la création de la Caisse autonome nationale de la sécurité sociale dans les mines en 1946).
Il travaille encore à la mise en place de mesures contre le chômage dans la région.
Il participe le 28 mai 1933, en tant que député de la circonscription, à l'inauguration à Béthune du monument érigé à la gloire de trois régiments (le 73e régiment d'infanterie, le 273e régiment d'infanterie, le  6e régiment d'infanterie territoriale) qui se sont illustrés autour de la ville lors des guerres de 1870 et 1914. Il y prononce un discours rappelant la grande histoire de ces régiments et appelant à l'union des forces vives de la Nation « qui doit puiser dans le passé sa foi en ses destinées ».
Aux élections législatives de 1936, il obtient quasiment le même résultat qu'en 1932, bénéficiant à nouveau de l'unité de candidature, mais perd néanmoins l'élection au second tour le 3 mai 1936, battu par le socialiste Henri Cadot, ancien sénateur qui bénéficie de l'absence d'un candidat radical et du report des voix communistes (élections se situant dans le contexte du Front populaire de 1936). Lors de cette campagne électorale, le mensuel béthunois Le Carillon appela à battre le député sortant en travaillant à la victoire du Front populaire.

## Distinctions
L'attitude de Jules Appourchaux pendant la Première Guerre mondiale lui vaut plusieurs citations et la Croix de guerre 1914-1918.

## Portrait
Une interview et un portrait de Jules Appourchaux au moment de son élection comme député en 1928 dans le journal catholique La Croix du 20 juin 1928.

## Sources
- « Jules Appourchaux », dans le Dictionnaire des parlementaires français (1889-1940), sous la direction de Jean Jolly, PUF, 1960 [détail de l’édition]
- <<Jules Appourchaux>> dans 100 figures du Pas-de-Calais, 1790-2000, Les Echos du Pas-de-Calais, Lillers, 2001.
- Jules, Antoine, Cyr, Joseph Appourchaux, sur le site de l'Assemblée Nationale, lire en ligne